# Tadorna
A Tadorna a lúdalakúak (Anseriformes) rendjébe, a récefélék (Anatidae) családjába, azon belül a tarkaludak (Tadorninae) alcsaládjába tartozó nem. Az ide tartozó fajok összefoglaló neve, ásóludak.

## Rendszerezés
A nembe az alábbi 7 faj tartozik:
- bütykös ásólúd (Tadorna tadorna)
- vörös ásólúd (Tadorna ferruginea)
- szürkefejű ásólúd (Tadorna cana)
- koreai ásólúd (Tadorna cristata)
- radjah ásólúd (Tadorna radjah)
- ausztrál ásólúd (Tadorna tadornoides)
- új-zélandi ásólúd (Tadorna variegata)